# Harmonische ligging

Van vier verschillende punten {\displaystyle A,B,S} en {\displaystyle T} die op één lijn liggen, zegt men dat de paren {\displaystyle (A,B)} en {\displaystyle (S,T)} harmonisch liggen ten opzichte van elkaar, als
{\displaystyle {\frac {|AS|}{|BS|}}={\frac {|AT|}{|BT|}}}
Daarin staat {\displaystyle |AB|} voor de lengte van het lijnstuk {\displaystyle AB}.
De punten {\displaystyle S} en {\displaystyle T} worden harmonische verwanten ten opzichte van (c.q. bij) het puntenpaar {\displaystyle (A,B)} genoemd. Ook wel: de punten {\displaystyle A,B} scheiden de punten {\displaystyle S,T} harmonisch.
Harmonische ligging betekent dat de dubbelverhouding {\displaystyle (A,B;S,T)} van de punten gelijk is aan {\displaystyle -1}.

## Constructies
Gegeven zijn de punten {\displaystyle A,B} en {\displaystyle S} die op één lijn liggen; {\displaystyle S} ligt in dit geval tussen {\displaystyle A} en {\displaystyle B}.

Te construeren: het punt {\displaystyle T} op de lijn {\displaystyle AB} zó dat de puntenparen {\displaystyle (A,B)} en {\displaystyle (S,T)} elkaar harmonisch scheiden.

### Eerste constructie

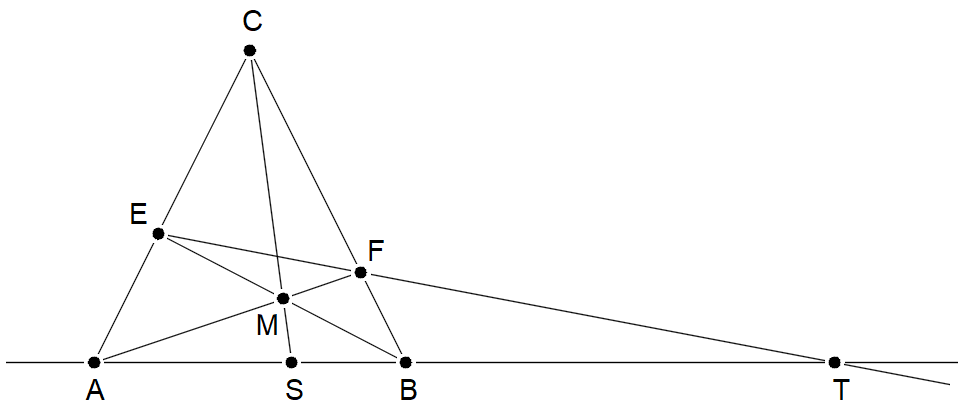
1e constructie

Constructiestappen
| 1. Punt = C \\ niet op de lijn AB              |
| 2. Lijn(C, A) ; Lijn(C, B) ; Lijn(C, S)        |
| 3. PuntOp(CS) = M                              |
| 4. Lijn(A, M) ; Lijn(B, M)                     |
| 5. Snijpunt(AM, BC) = F ; Snijpunt(BM, AC) = E |
| 6. Lijn(E, F)                                  |
| 7. Snijpunt(EF, AB) = T                        |
Dan is T het gevraagde punt.

### Tweede constructie
Constructiestappen
| 1. Lijn(A, B) = g                                      |
| 2. Cirkel(AB) = k \\ AB is middellijn, M is middelpunt |
| 3. Loodlijn(S, g) = l \\ loodlijn in S op g            |
| 4. Snijpunt(k, l) = Q                                  |
| 5. Lijnstuk(M, Q) = MQ                                 |
| 6. Loodlijn(Q, MQ) = t \\ raaklijn in Q aan k          |
| 7. Snijpunt(t, g) = T                                  |

2e constructie

Dan is T de harmonisch verwante van S bij het puntenpaar (A, B).

## Bewijzen

### Eerste constructie
De juistheid van deze constructie volgt uit de stelling van Ceva en die van Menelaos. Immers, daaruit blijkt opvolgend dat:
{\displaystyle {\frac {|AS|}{|SB|}}\cdot {\frac {|BF|}{|FC|}}\cdot {\frac {|CE|}{|EA|}}=1}
en dat:
{\displaystyle {\frac {|AT|}{|BT|}}\cdot {\frac {|BF|}{|FC|}}\cdot {\frac {|CE|}{|EA|}}=1}
Zodat {\displaystyle {\frac {|AS|}{|BS|}}={\frac {|AT|}{|BT|}}}.

### Tweede constructie
Met {\displaystyle MA=MB=MQ=r,MS=p,TS=q} is dan:
{\displaystyle {\frac {|AS|}{|BS|}}\cdot {\frac {|BT|}{|AT|}}={\frac {r+p}{r-p}}\cdot {\frac {p+q-r}{p+q+r}}}
Rekening houdend met de relatie {\displaystyle r^{2}=p(p+q)=p^{2}+pq}, die geldt in de rechthoekige driehoek {\displaystyle MTQ}, leidt dit tot:
{\displaystyle {\frac {|AS|}{|BS|}}\cdot {\frac {|BT|}{|AT|}}={\frac {pr+qr-pr}{pr+qr-pr}}=1}, zodat ook hier {\displaystyle {\frac {|AS|}{|BS|}}={\frac {|AT|}{|BT|}}}.

## Relatie met het harmonisch gemiddelde
Omdat de dubbelverhouding {\displaystyle (A,B;S,T)=-1}, volgt dat
{\displaystyle |AS|\cdot |BT|-|AT|\cdot |BS|=0}
zodat
{\displaystyle |AS|\cdot (|AB|-|AT|)+|AT|\cdot (|AB|-|AS|)=0}
of:
{\displaystyle |AS|\cdot |AB|+|AT|\cdot |AB|=2|AT|\cdot |AS|}
Dus is
{\displaystyle {\frac {1}{|AS|}}+{\frac {1}{|AT|}}={\frac {2}{|AB|}}},
wat inhoudt dat {\displaystyle |AB|} het harmonisch gemiddelde is van {\displaystyle |AS|} en {\displaystyle |AT|}.

## Midden van het eerste lijnstuk

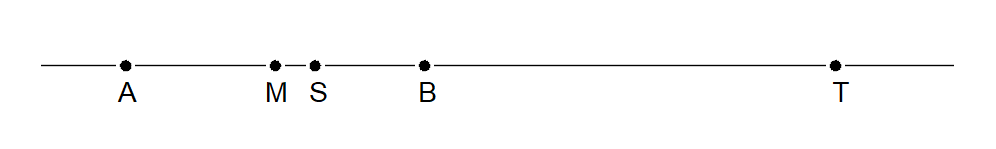

Als {\displaystyle (A,B)} en {\displaystyle (S,T)} harmonisch liggen en {\displaystyle M} het midden is van {\displaystyle AB}, dan geldt
{\displaystyle |MB|^{2}=|MS|\cdot |MT|},
{\displaystyle |MS|\cdot |ST|=|AS|\cdot |SB|}.

## Harmonische ligging van lijnen
Daar het begrip dubbelverhouding ook gedefinieerd is voor een vierstraal − dit is een geordend viertal coplanaire, concurrente, rechte lijnen − kan men ook harmonische ligging van zo'n vierstraal definiëren. De vierstraal {\displaystyle (a,b,c,d)} is harmonisch als zijn dubbelverhouding {\displaystyle (abcd)} gelijk is aan −1.
Volgende uitspraken zijn dan gelijkwaardig.
- De vierstraal {\displaystyle (a,b,c,d)} is harmonisch.
- De lijnen {\displaystyle c} en {\displaystyle d} liggen harmonisch ten opzichte van de lijnen {\displaystyle a} en {\displaystyle b}.
- Lijn {\displaystyle d} is harmonisch toegevoegd aan lijn {\displaystyle c} ten opzichte van de lijnen {\displaystyle a} en {\displaystyle b}.

### Voorbeelden
- De bissectrices van twee lijnen liggen harmonisch ten opzichte van die twee lijnen.
- Twee diagonalen van een volledige vierhoek liggen harmonisch ten opzichte van de zijden door hun snijpunt
- De poollijn van een punt {\displaystyle P}, ten opzichte van de rechten {\displaystyle a} en {\displaystyle b} met snijpunt {\displaystyle S}, is de lijn harmonisch toegevoegd aan de lijn {\displaystyle SP} ten opzichte van de lijnen{\displaystyle a} en {\displaystyle b}.